# Tammie Brown
 (septembre 2022).
La mise en forme du texte ne suit pas les recommandations de Wikipédia : il faut le « wikifier ».
Les points d'amélioration suivants sont les cas les plus fréquents. Le détail des points à revoir est peut-être précisé sur la page de discussion.
- Les titres sont pré-formatés par le logiciel. Ils ne sont ni en capitales, ni en gras.
- Le texte ne doit pas être écrit en capitales (les noms de famille non plus), ni en gras, ni en italique, ni en « petit »…
- Le gras n'est utilisé que pour surligner le titre de l'article dans l'introduction, une seule fois.
- L'italique est rarement utilisé : mots en langue étrangère, titres d'œuvres, noms de bateaux, etc.
- Les citations ne sont pas en italique mais en corps de texte normal. Elles sont entourées par des guillemets français : « et ».
- Les listes à puces sont à éviter, des paragraphes rédigés étant largement préférés. Les tableaux sont à réserver à la présentation de données structurées (résultats, etc.).
- Les appels de note de bas de page (petits chiffres en exposant, introduits par l'outil «  Source ») sont à placer entre la fin de phrase et le point final[comme ça].
- Les liens internes (vers d'autres articles de Wikipédia) sont à choisir avec parcimonie. Créez des liens vers des articles approfondissant le sujet. Les termes génériques sans rapport avec le sujet sont à éviter, ainsi que les répétitions de liens vers un même terme.
- Les liens externes sont à placer uniquement dans une section « Liens externes », à la fin de l'article. Ces liens sont à choisir avec parcimonie suivant les règles définies. Si un lien sert de source à l'article, son insertion dans le texte est à faire par les notes de bas de page.
- La présentation des références doit suivre les conventions bibliographiques. Il est recommandé d'utiliser les modèles {{Ouvrage}}, {{Chapitre}}, {{Article}}, {{Lien web}} et/ou {{Bibliographie}}. Le mode d'édition visuel peut mettre en forme automatiquement les références.
- Insérer une infobox (cadre d'informations à droite) n'est pas obligatoire pour parachever la mise en page.

Pour une aide détaillée, merci de consulter Aide:Wikification.
Si vous pensez que ces points ont été résolus, vous pouvez retirer ce bandeau et améliorer la mise en forme d'un autre article.
Tammie Brown est le nom de scène de Keith Glen Schubert (né le 15 septembre 1980), une drag queen américaine, personnalité de télé réalité et interprète. Brown était connue sur les scènes de drag du sud de Californie avant de participer à la première saison de RuPaul's Drag Race puis RuPaul's Drag Race: All Stars.

## Jeunesse
Keith Glen Schubert est né le 15 septembre 1980 à Corpus Christi au Texas. Il a commencé l'art du drag quand il était au lycée, pour les comédies musicales Grease (il jouait le rôle de Cha Cha) et Into the Woods (dans le rôle de la belle-mère de Cendrillon).

## Carrière
Brown apparait pour la première fois dans The Surreal Life avec Tammy Faye Messner. Hors drag, Schubert est apparu dans How Clean Is Your House? et a joué dans des campagnes publicitaires pour McDonald's et UPS. Brown s'est aussi présentée aux auditions à Los Angeles pour la deuxième saison de America's Got Talent. 
Tammie Brown est annoncée le 2 février 2009 comme l'une des neuf concurrentes de la première saison de RuPaul's Drag Race. Elle est éliminée au deuxième épisode, arrivant donc en huitième position. 
Brown fait partie des douze anciennes queens à revenir, sur l'invitation de RuPaul, pour RuPaul's Drag Race: All Stars en 2012. Tammie Brown est placée en duo avec une autre ex-concurrente de la saison 1, Nina Flowers, formant ainsi l'équipe Team Brown Flowers. Elle est éliminée au deuxième épisode "RuPaul's Gaff-In.". "Responsitrannity," la chanson principale de chaque défilé de la saison 1 de All Stars, est inspirée de la dispute entre RuPaul et Tammie Brown lors de la première saison de Drag Race. Brown, aux côtés d'autres participantes de All Stars - Manila Luzon, Raven, et Latrice Royale - apparaît dans une publicité télévisée pour le site de voyages Orbitz, faisant la promotion de la nouvelle plateforme de voyages pour les personnes de la communauté LGBTQ+. 
Hors drag, Brown sort son premier album Popcorn le 18 mars 2009.
En 2011, Brown et Ongina (elle aussi ancienne participante de RuPaul's Drag Race) sont guides de randonnée, à titre honorifique, pour Saddle Up LA AIDS Benefit Trail Ride.
En 2012, Brown participe à une publicité pour Allstate. Brown est aussi photographiée pour Gorgeous, un projet auquel participent également Armen Ra, Candis Cayne, et Miss Fame.
Brown est membre du groupe "the Rollz Royces" avec Kelly Mantle et Michael Catti. Mantle et Catti apparaissent dans le "Christmas show Holiday Sparkle" de Tammie Brown à Fubar dans le West Hollywood en Californie.
Brown est la seule concurrente de la saison 1 à ne pas apparaître pour la grande finale de la saison 10, annonçant ensuite dans une interview qu'elle préférait partir en tournée avec d'autres drag queens plutôt que d'assister à cette cérémonie. La grande finale de la saison 10 était également la première partie de la tournée de Trixie Mattel en août 2018.
En juin 2019, Brown est l'une des trente-sept queens à apparaitre sur la couverture du New York Magazine.

## Vie privée
Schubert est publiquement homosexuel depuis le lycée. Il fait fréquemment du bénévolat au Long Beach Gay and Lesbian Center.

## Discographie

### Albums studio
| Titre                          | Détails                                                                               |
| ------------------------------ | ------------------------------------------------------------------------------------- |
| Popcorn                        | - Sortie: 18 mars 2009 - Label: Autoproduction - Formats: Téléchargement numérique    |
| Hot Skunx / Zorillos Calliente | - Sortie: 11 mars 2014 - Label: Autoproduction - Formats: Téléchargement numérique    |
| Schubert'                      | - Sortie: 18 octobre 2019 - Label: Autoproduction - Formats: Téléchargement numérique |

### EP
| Titre                | Détails                                                                                 |
| -------------------- | --------------------------------------------------------------------------------------- |
| Little Bit of Tammie | - Sortie: 27 septembre 2018 - Label: Autoproduction - Formats: Téléchargement numérique |

### Singles
| Titre                                   | Année | Album             |
| --------------------------------------- | ----- | ----------------- |
| "Discos Undead"                         | 2010  | Single hors album |
| "Love Piñata"                           | 2012  | Single hors album |
| "Whatever It May Be" (featuring Bownce) | 2014  | Single hors album |
| "Round 'n' Round"                       | 2019  | Shubert'          |

### Clips musicaux
| Titre                           | Année | Directeur de production |
| ------------------------------- | ----- | ----------------------- |
| "Whatever"                      | 2007  | Rod Barroso             |
| "Shakabuku U"                   | 2007  | Rod Barroso             |
| "The Ballad of Tiger Lilly"     | 2009  | Rod Barroso             |
| "Discos Undead"                 | 2010  | Rod Barroso             |
| "Clam Happy"                    | 2010  | Rod Barroso             |
| "Love Piñata"                   | 2012  | Rod Barroso             |
| "Amigos Son Héroes/La Telaraña" | 2014  | Bri Cirel               |
| "I Stay Connected"              | 2014  | Bri Cirel               |
| "Walking Children in Nature"    | 2014  | Bri Cirel               |
| "Round 'N Round"                | 2019  | John Mark               |
| "Schubert"                      | 2020  | Unknown                 |

## Filmographie
| Année | Titre                                 | Rôle       |
| ----- | ------------------------------------- | ---------- |
| 2010  | Mouse's Birthday                      | Lui-même   |
| 2011  | The Summer of Massacre                | Clubber #2 |
| 2011  | Fest Selects: Best Gay Shorts, Vol. 1 | Lui-même   |
| 2013  | I Am Divine                           | Lui-même   |

### Télévision
| Année | Titre                         | Rôle     | Notes                                |
| ----- | ----------------------------- | -------- | ------------------------------------ |
| 2004  | How Clean Is Your House?      | Lui-même | "Philthy Philharmonic"               |
| 2007  | America's Got Talent          | Lui-même | "L.A. auditions"                     |
| 2009  | RuPaul's Drag Race            | Lui-même | 8ème place (éliminé à l'épisode 2)   |
| 2010  | RuPaul's Drag U               | Lui-même | Épisode 7: "Mother vs Daughters"     |
| 2010  | The Arrangement               | Lui-même | Épisode 6                            |
| 2012  | RuPaul's Drag Race: All Stars | Lui-même | 10ème place (éliminé à l'épisode 2)  |
| 2015  | Skin Wars                     | Lui-même | Saison 2 épisode 4 "Queens or Divas" |

### Clips musicaux
| Année | Morceau                                             | Directeur de production |
| ----- | --------------------------------------------------- | ----------------------- |
| 2005  | "Twisted Transistor" (Korn)                         | Dave Meyers             |
| 2007  | "She's Madonna" (Robbie Williams)                   | N/A                     |
| 2008  | "Mm-ma-ma" (Crazy Loop)                             | N/A                     |
| 2011  | "Progress" (Ayumi Hamasaki)                         | Masashi Muto            |
| 2011  | "Sleepless in Silverlake" (Les Savy Fav)            | Tom Bingham             |
| 2012  | "Responsitrannity" (RuPaul)                         | N/A                     |
| 2012  | "Queen" (Xelle)                                     | JC Cassis               |
| 2012  | "The Chop" (Manila Luzon & Latrice Royale)          | Syuji Honda             |
| 2014  | "Eliminated" (Kelly Mantle feat- Bownce & Wendy Ho) | Kija Manharé            |
| 2019  | ”Elevator to the Gallows” (Senses Fail)             | John Mark               |
| 2019  | "Yellow Cloud" (Trixie Mattel)                      | Brad Hammer             |

### Web series
| Année | Titre                  | Rôle      | Notes            |
| ----- | ---------------------- | --------- | ---------------- |
| 2013  | Ring My Bell           | Elle-même | Invitée          |
| 2013  | WOW Shopping Network   | Elle-même | Invitée          |
| 2015  | Transformations        | Elle-même | Invitée          |
| 2018  | Spillin' The Tea       | Elle-même | Co-présentatrice |
| 2019  | Feelin' Fruity         | Elle-même | Invitée          |
| 2019  | Detailz                | Elle-même | Invitée          |
| 2019  | Drag Queen Video Dates | Elle-même | Invitée          |
| 2019  | Bootleg Opinions       | Elle-même | Invitée          |